# Flight (Smith)
Flight is een compositie voor harmonieorkest van de Amerikaanse componist Claude T. Smith. Deze compositie is geschreven in opdracht van de United States Air Force Band, Washington D.C.. Dit orkest verzorgde de eerste uitvoering van het stuk op 1 november 1984. Het werk werd eveneens op cd opgenomen door de United States Air Force Band.